# ヴァリナ・デイヴィス
ヴァリナ・バンクス・ハウェル・デイヴィス（英:Varina Banks Howell Davis、1826年5月7日-1906年8月16日）は、アメリカ合衆国の著作家であり、アメリカ連合国大統領ジェファーソン・デイヴィスの2度目の妻として、アメリカ連合国のファーストレディになったことで最も良く知られている。

## 伝記
ヴァリナはミシシッピ州ナチェズで、ウィリアム・B・ハウェルとマーガレット・L・ケンプ夫妻の娘として生まれた。父は第二合衆国銀行の事務員だった。父方の祖父リチャード・ハウェルはニュージャージー州知事を数期にわたって務めた者だった。
ヴァリナは先ず、ハーバード大学の卒業者で12年間家族ぐるみの友人でもあったジョージ・ウィンチェスター判事の家庭教師について教育を受けた。その後フィラデルフィアのマダム・グリーンランドの学校に通った。1843年17歳の時に、クリスマス休暇で故郷に帰っている間にジェファーソン・デイヴィスと出合った。デイヴィスは当時36歳のやもめであり、その政歴が始まったところだった。デイヴィスは18歳も年上であり、ハウェル家がホイッグ党の強力な支持者であったのに対しデイヴィスが民主党員だったために、ヴァリナの母が当初はその交際に強く反対した。ヴァリナは熱病に浮かされるようになり、1845年2月にデイヴィスがヴァリナのもとに尋ねてきている間に、結婚すべきと決められた。二人は出逢いから約14ヵ月後の1845年2月26日に、ナチェズのヴァリナの両親の家、ザ・ブライアーズで結婚した。
デイヴィスがアメリカ連合国を形成することを選んだ諸州の初代にして唯一の大統領になった時に、ヴァリナは連合国のファーストレディになった。
1861年5月、ヴァリナとデイヴィスはアメリカ連合国の新しい首都になったリッチモンドに転居し、南北戦争（1861年-1865年）の間、そこの大統領官邸に住んだ。ヴァリナがファーストレディである間にジム・リンバーという若い混血の少年が鞭打たれているのを救い、連合国のホワイトハウスに連れて行って住まわせた。

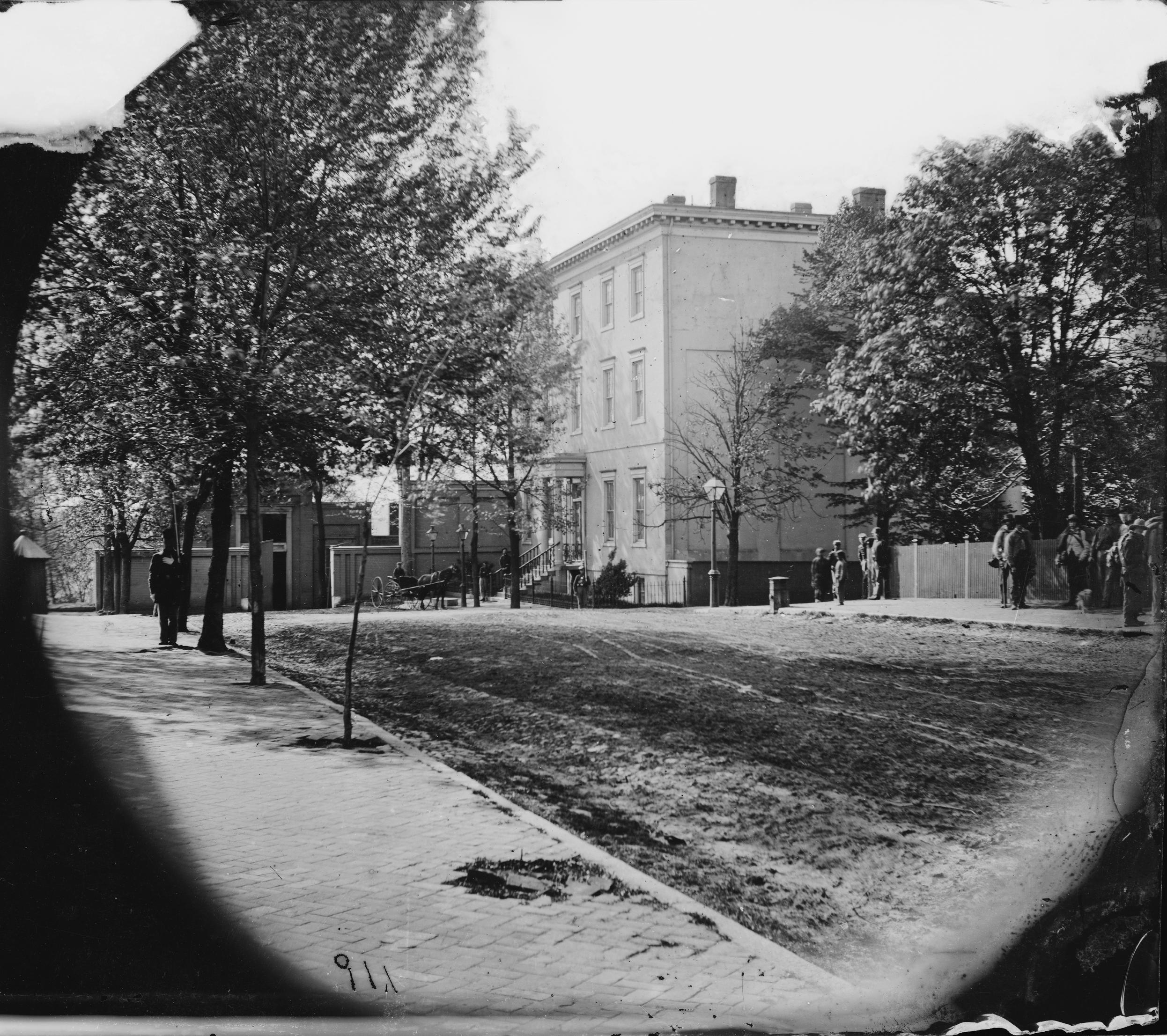
アメリカ連合国のホワイトハウス

南北戦争がアメリカ連合国の敗北で終わると、デイヴィスは2年間バージニア州フエボスのモンロー砦に収監された。デイヴィスは最終的に保釈で解放され、裁判に掛けられることも無かったが、一時的にミシシッピ州（ブライアフィールド）の家産とその富の大半を失い、合衆国市民権も無くなった（その市民権は20世紀になってから死後に回復された）。1879年、デイヴィスはミシシッピ州メキシコ湾岸のボーボワールをサラ・ドーシーから購入した。
ヴァリナは1889年にデイヴィスが死ぬまでそこに留まった。1890年にデイヴィスの伝記『ジェファーソン・デイヴィス、伝記』 (ISBN 1-877853-06-2) を書き始めた。しかし、その本は出版者との問題があったためにほとんど売れなかった。ヴァリナは収入がほとんどなく、健康が優れず、またボーボワールを適切に維持していけなかったために、ニューヨーク市に出て文筆業を営み、1891年にジョーゼフ・ピューリツァーとニューヨーク・ワールド紙のために原稿を書いた。1902年10月、ヴァリナはボーボワールを南軍古参兵の息子達の会ミシシッピ州支部に10,000ドルで売却し、そこは南軍退役兵の施設として使われることになった。
ヴァリナは1906年10月16日、ニューヨーク市ホテル・マジェスティックの部屋で、両側肺炎のために亡くなった。80歳だった。後には6人の子供達のうちの1人だけが残された。リッチモンドのハリウッド墓地で、デイヴィスの墓の近くに埋葬されている。
娘のヴァリナ・アン・"ウィニー"・デイヴィス（1864年-1899年）は小説家かつジャーナリストとなり、「南軍の娘」として広く知られた。
スイス生まれの画家アドルフォ・ミュラー・ウリ（1862年-1947年）が1895年にボーボワールの博物館で描いたヴァリナの肖像画（「南軍の寡婦」と呼ばれる）、およびやはりミュラー・ウリが1897年から1898年に掛けて描いたウィニー・デイヴィスの横顔像があり、これらはミュラー・ウリ自身によってリッチモンドの南軍博物館に寄贈された。
2005年8月29日、ジェファーソン・デイヴィス大統領図書館を収容していたボーボワールが、ハリケーン・カトリーナによる風と雨の襲撃をまともに受けて壊れそうになった。しかし、この建物は修復されて2008年6月3日に再公開された。大統領図書館と博物館およびその他の建物は再建中である。
現代ではヴァリナがアメリカ連合国唯一のファーストレディであったリッチモンド地域では、ヘンリコ郡のヴァリナという地域社会がヴァリナに因んで名付けられたと通常考えられている。しかしその名前はその数百年前に遡り、1614年にジェームズ川沿いのヴァリナ農園タバコ・プランテーションにジョン・ロルフとポカホンタスが住んだことから来たものである。